# Acer Liquid
Acer Liquid — первый смартфон Acer на базе Linux-платформы Android. В конце августа 2010 года на рынок вышла следующая модель — Acer Liquid E.

## Технические характеристики
- Операционная система: Android 1.6 («Donut»), 2.1 («Eclair»), 2.2 («Froyo»), кастомные прошивки - 2.3 («Gingerbread»), 4.0.3 ("ICS")
- Процессор: Qualcomm Snapdragon (QSD 8250) 768 МГц
- RAM: 256 MB
- ROM: 512 MB
- Габариты: 115 х 62,5×12.5 мм; 135 гр
- Дисплей: 3,5" сенсорный (емкостный тип), начиная с Android 2.1 поддерживает мультитач, TFT, WVGA
- Сети: UMTS/HSDPA: (7,2 Мбит/с); HSUPA: (2 Мбит/с) 850/900/1900/2100 МГц; GSM/EDGE: 800/900/1800/1900 МГц
- Bluetooth: Bluetooth 2.0 + EDR
- WiFi: 802.11a/b/g
- Аккумулятор: Li-Ion 1350 mAh
- Акселерометр
- GPS: GPS/AGPS
- Цифровой компас
- Камера: 5-Мп, с автофокусом
- Разъемы: miniUSB, 3,5-мм
- Слот расширения: MicroSD

## Продажи в России
Продажи данного смартфона в России стартовали в феврале 2010 года в сети мобильных салонов «Связной», а затем и в других магазинах.